# Christmas Tree Farm
"Christmas Tree Farm" é uma canção de Natal gravada pela cantora e compositora estadunidense Taylor Swift. Produzida pela artista com auxílio de Jimmy Napes, Swift escreveu a canção em 1 de dezembro de 2019, inspirada em suas férias de Natal. O seu lançamento ocorreu em 6 de dezembro de 2019, através da gravadora Republic Records. Começando com uma introdução de balada clássica, "Christmas Tree Farm" é uma alegre canção pop animada impulsionada por tambores, arranjos orquestrais exuberantes, sinos, harmonias de coro e letras sobre memórias de infância do Natal.
O single entrou nas paradas de vários países, incluindo Austrália, Bélgica, Canadá, Estados Unidos, Hungria, Irlanda e Reino Unido. Os críticos elogiaram a produção festiva e a letra da canção. Um videoclipe oficial, uma compilação de vídeos caseiros que capturam os dias de infância de Swift na fazenda de árvores de Natal na Pensilvânia onde ela cresceu, também foi lançado junto com a faixa. O vídeo apresenta ela, seu irmão Austin Swift e seus pais. Swift cantou a canção ao vivo no Capital FM Jingle Bell Ball de 2019 em Londres, e no iHeartRadio Jingle Ball na cidade de Nova Iorque; a versão ao vivo deste último foi lançada em plataformas digitais em novembro de 2020, seguida de picture disc. A versão "Old Timey Version" da canção, apresentando uma orquestra clássica, também foi lançada.

## Antecedentes e lançamento
Taylor Swift lançou seu sétimo álbum de estúdio, Lover, em 23 de agosto de 2019, com sucesso comercial e de crítica. Inspirada na temporada de férias de 2019, "Christmas Tree Farm" foi escrita, gravada e lançada por Swift em menos de seis dias. Ela escreveu a canção durante o fim de semana do Dia de Ação de Graças e a gravou em 1 de dezembro de 2019, um domingo antes de seu lançamento, com o produtor britânico Jimmy Napes no London Lane Studios em Londres, no Reino Unido. No dia seguinte, um grupo de corais deu os retoques finais. A canção foi anunciada no Good Morning America em 5 de dezembro de 2019 e lançada à meia-noite do mesmo dia, junto com um videoclipe feito a partir de vídeos caseiros.
Em 22 de novembro de 2021, Swift anunciou uma regravação da "Old Timey Version" da canção no Good Morning America. A versão foi lançada exclusivamente na Amazon Music no mesmo dia; posteriormente, foi lançado em todas as plataformas de streaming em 23 de novembro de 2022.

## Composição
"Christmas Tree Farm" é uma canção pop. Swift escreveu a canção sozinha e a produziu com Napes. A faixa tem a duração de três minutos e quarenta e oito segundos. A canção possui duas partes. A introdução começa em um ritmo mais lento, semelhante a uma balada, e passa por uma série de fórmulas de tempo em 4
4, 5
4 e 3
4. Swift a executa na tonalidade de Sol maior com seus vocais variando entre D3 a G5. As letras são centradas no espírito natalino, romance, família e nostalgia, especialmente nos anos em que Swift cresceu na fazenda de árvores de Natal de seu pai quando criança.

## Vídeo musical
O vídeo mostra Swift, seu irmão Austin e seus pais Andrea e Scott. O lyric video da música foi lançado ao lado da música e do videoclipe em 6 de dezembro de 2019.

## Apresentações ao vivo
Swift tocou a música pela primeira vez em 8 de dezembro de 2019 no Jingle Bell Ball 2019 em Londres.

## Recepção crítica
Chris Willman, da Variety, disse que a música é "caseira e aconchegante" e acrescentou que a produção é "luxuriosamente orquestrada para o máximo prazer de férias". Alyssa Bailey, da Elle, descreveu a música como uma "faixa infecciosa e pessoal de festas pop", com letras "pessoais, alegres e românticas".

## Desempenho nas tabelas musicais

### Posições
| Tabela musical (2019)                         | Melhor posição |
| --------------------------------------------- | -------------- |
| Estados Unidos (Adult Contemporary Billboard) | 25             |

## Históricos de lançamentos
| Região | Data                  | Formato                    | Gravadora                         | Ref.   |
| ------ | --------------------- | -------------------------- | --------------------------------- | ------ |
| Mundo  | 6 de dezembro de 2019 | Download digital streaming | Republic Taylor Swift Productions | [ 20 ] |